# Yesenia
Yesenia foi uma novela mexicana produzida por Irene Sabido para a Televisa e exibida pelo Canal de las Estrellas entre 10 de janeiro a 27 de junho de 1987, em 20 capítulos. 
Original de Yolanda Vargas Dulché, foi adaptada por Luis Reyes de la Maza.
Foi protagonizada por Adela Noriega e Luis Uribe e antagonizada por Noe Murayama.

## Enredo
Yesenia é uma formosa jovem cigana que vive diversas situações num caminho sem rumo fixo em companhia de sua caravana. Num de seus tantos passeios, conhece ao militar Osvaldo Moncada e se apaixonam. 
Agora terão que demonstrar que seu amor é mais forte que as diferenças e os preconceitos sociais que os separam, como a oposição de Rashay, o patriarca dos ciganos,  quem se opõe à relação porque o jovem militar não pertence à tribo cigana.
Magenta é a mãe de Yesenia. Ela guarda um segredo: Yesenia não é sua verdadeira filha, já que recém nascida lha presenteou um importante senhor milionário com a condição de que lha levasse longe.
Ele é Julio, quem vive com sua esposa Amparo e cuja filha, Marisela, ficou grávida sem estar casada e ele para evitar o escândalo presenteou à criatura. Posteriormente Marisela teve outra filha, Luisita, quem está doente do coração. Ela se compromete com Osvaldo após que ele perde contato com Yesenia.
Osvaldo tinha sidoo mandado a uma missão, ela prometeu o esperar e ele voltar por ela. No entanto, por desafortunados incidentes não se reviram.
Yesenia, deprimida, compromete-se com Bardo, um gitano da caravana que sempre tem estado apaixonado dela, mas seu amor não é correspondido. Luisita descobre que tem uma média irmã e que é Yesenia, o verdadeiro amor de Osvaldo. Assim mesmo Marisela descobre que a gitana é sua filha maior e a reconhece como tal. Finalmente Luisita já muito doente descobre que Osvaldo só ama a Yesenia e lhes deixa o caminho livre para que possam se amar livremente.

## Elenco
- Adela Noriega - Yesenia
- Luis Uribe - Oswaldo Moncada
- Ofelia Guilmáin - Magenta
- Rafael Baledón - Don Julio
- Norma Herrera - Marisela
- Marisa de Lille - Luisita
- Rosario Gálvez - Amparo
- Raúl Román - Bardo
- Mónica Miguel - Trifenia
- Tony Carbajal - Ramón
- Juan Carlos Bonet
- Noe Murayama - El Patriarca Rashay
- Héctor Téllez - Marko
- Patricia Bernal - Orlanda
- José Ángel García - Ernesto
- Marta Zamora - Doña Casilda

## Prêmios e indicações

### Prêmio TVyNovelas de 1987
| Ano  | Categoria              | Indicado(a)     | Resultado |
| ---- | ---------------------- | --------------- | --------- |
| 1987 | Melhor atriz juvenil   | Adela Noriega   | Indicado  |
| 1987 | Melhor atriz principal | Ofelia Guilmain | Indicado  |